# Манојло III Велики Комнин
Манојло III Велики Комнин је био трапезунтски цар од 1390. до 1416. године, из династије Великих Комнина. Био је син цара Алексија III и царице Теодоре Кантакузин. На престо је према праву наслеђа требао да дође његов старији брат Василије који је преминуо 1377. године, након чега је Манојло остао као једини наследник престола.
Главни и најбитнији догађај његове владавине био је долазак азијског освајача кана Тамерлана у Анадолију чиме је озбиљно био угрожен опстанак Османског царства,а могло је директно и да утиче на Трапезунтско царство и Манојлову владавину. Ови догађаји су продужили постојање трапезунтског царства због тога што је кан Тамерлан поразио султана Бајазита I који је пре тога довео своју војску дуж обале Црног мора све до границе Трапезунтског царства. Кан Тамерлан је позвао и цара Манојла III да му се прикључи приликом његових напада на Османско царство, али је он успео више пута да избегне одговор и пошаље војску. Једина помоћ коју је послао кану Тамерлану је било пар галија пошто кан Тамерлан није имао бродове. После Тамерланове смрти током похода на Кину највећи део војске се вратио у Азију, па он више није представљао претњу по Трапезунтско царство, али није било претњи ни од стране Османског царства коме је требало дуги низ година да се опорави од Тамерланових освајања.
Последње године Манојлове владавине су протекле релативно мирно, сем неслагања са његовим сином Алексијем IV који је иако је био наследник круне био нестрпљив и покушавао да узурпира престо. Он је по праву и наследио престо у марту 1417. године када је цар Манојло III умро.

## Живот
Манојло је био син цара Алексија III Великог Комнина и царице Теодоре Кантакузин. Постављен је за наследника 1377. године, након смрти свог старијег брата Василија.
Манојлово царство је било под растућом претњом владара Османског царства, султана Бајазита I, који је 1398. године, повео своју војску дуж обале Црног мора све до границе Трапезунтског царства. Кан Тамерлан, који је био у походу на источну Анадолију 1394. године, вратио се и заузео Сивас (27. августа 1400. године), побивши све његове браниоце. Кан Тамерлан је захтевао да му се цар Манојло III и његова војска придруже у предстојећем рату са Турцима Османлијама, али је цар Манојло III некако избегао овај захтев, иако је послао двадесет галија кану Тамерлану. Султан Бајазит I и кан Тамерлан су се коначно срели у бици код Ангоре, где је кан Тамерлан разбио османске снаге и заробио султана Бајазита I. Следећих осам месеци кан Тамерлан се кретао по Анадолији, обнављајући старе турске бејлике и пљачкајући османске територије, разарајући тако Османско царство. Тек 1413. године, када је султан Мехмед I победио свог последњег преживелог брата, Османско царство ће поново бити претња својим суседима.
Када је кан Тамерлан напустио Малу Азију 1403. године, део његове војске се одвојио од целине да би опустошили град Керасунт и вероватно је њиховим пустошењима уништена власт Мелисена у Ојниону. Само су их планине око Керасунта спречиле да крену даље, на велико олакшање становника Трапезунта. Кан Тамерлан је поставио свог унука Мирзу Халила да води послове Јерменије, Трапезунта и Грузије, али је очевом смрћу 1405. године, Халил појурио да преузме престо у Самарканду.
Посланика краља Енрикеа III од Кастиље, Руја Гонзалеса де Клавија, упућеног кану Тамерлану, примио је цар Манојло III док је пролазио кроз Трапезунт у априлу 1404. године, и написао је следеће о цару Манојлу III:
"Цар и његов син били су обучени у царске хаљине. На главама су носили високе шешире прекривене златним тракама, на чијем су врху била ждралова пера; а капе су биле везане кожама куна... Овај цар одаје почаст Тимур-бегу и осталим Турцима, који су му суседи. Ожењен је рођаком цариградског цара, а син му је ожењен ћерком цариградског витеза и има две ћерке".
Односи са Венецијом били су бољи него са Ђеновом. Године 1391. склопљен је пакт, на основу уговора из 1319. године, којим су смањене дажбине које је Венеција плаћала и потврђене старе привилегије. Године 1396. цар Манојло III је потписао златну булу на инсистирање венецијанског баилија, Гусонија, која је дозволила Млечанима да тргују широм његовог краљевства, дала им је сопствену цркву, банку и суд. Цар Манојло III је послао звоно и сат у Венецију на поправку, а 1416. године забележено је да је трапезунтско посланство посетило тај град. Међутим, са Ђеновом су биле честе свађе. Цар Манојло III је оптужен за подмићивање ђеновских званичника у Галати. Године 1416. Ђенова је одлучила да предузме кораке против њега због мешања у њихов замак у Трапезунту, који је постао толико озбиљан да су Млечани наредили својим галијама да не пристају у Трапезунт због „подела које постоје између цара и Ђеновљана“.
Последње године Манојлове владавине биле су помућене неслогом са његовим сопственим сином Алексијем IV, који је био савладар своме оцу са титулом деспот. Цар Манојло III је неко време узео у своју службу једног младића као свог пажа. Указана му наклоност, међутим, изазвала је гнев домаће аристократије због његовог скромног порекла па су затровали умове људи против странаца. У исто време, деспот Алексије, у страху да не изгуби престо, подиже побуну и захтева да се фаворит протера. Племићи су му се придружили и опсели цара Манојла III у горњој цитадели, коначно га приморавши да попусти и протера фаворита из палате. Народ се тада разишао, али деспот Алексије, који је још увек тражио круну, био је приморан да се помири са својим оцем. Цена помирења била је да деспот Алексије узме младог пажа у своју службу. Цар Манојло III је умро у марту 1417. године, а наследио га је син, Алексије IV. Џорџ Финлеј бележи гласину да је деспот Алексије „осумњичен да је убрзао очеву смрт“.
Цар Манојло III се, „као и његов отац, активно интересовао за грађевине религиозне природе. У години свог наследства даривао је украшен крст за који се верује да садржи свету реликвију (ставротеку), у овом случају део Часног Крста на коме је Господ Исус Христос распет, манастиру Сумела“.

## Породица
Цар Манојло III оженио се први пут 1377. године, прва супруга му је била Гулхан-Евдокија од Грузије, удовица његовог старијег полубрата Андроника и ћерка грузијског краља Давида IX Багратиона. Његова друга жена, којом се оженио 1395. године, била је Ана Филантропин из византијске породице Дука.
Са Гулхан-Евдокијом, имао је најмање једног сина:
- Алексије, који га је наследио као цар;

Према Тјерију Ганчу, цар Манојло III је имао сина са другом супругом царицом Аном. Ганчу га идентификује као иначе безименог Комнина кога Георгије Сфранцес помиње у својој историји. Овај Комнин је био претходни власник пастува којег је Сфранцес јахао током похода на Мореју 1429. године и који је оженио Евдокију, ћерку Манојла Палеолога Кантакузина, али је умро пре него што је пар могао да добије децу.

## Породично стабло
| \| \| \| \| \| \| \| \| 4. Василије Велики Комнин \| \| \| \| \| \| \| \| \| \| \| \| \| \| \| \| \| \| \| \| \| \| \| \| \| \| \| \| \| \| \| \| \| \| \| \| \| \| \| \| \| \| 2. Алексије III Велики Комнин \| \| \| \| \| \| \| \| \| \| \| \| \| \| \| \| \| \| \| \| \| \| \| \| \| \| \| \| \| \| \| \| \| \| \| \| \| \| \| \| \| \| \| \| \| \| \| \| 5. Irene of Trebizond \| \| \| \| \| \| \| \| \| \| \| \| \| \| \| \| \| \| \| \| \| \| \| \| \| \| \| \| \| \| \| \| \| \| \| \| \| \| \| \| \| \| \| \| \| \| \| \| 1. Манојло III Велики Комнин \| \| \| \| \| \| \| \| \| \| \| \| \| \| \| \| \| \| \| \| \| \| \| \| \| \| \| \| \| \| \| \| \| \| \| \| \| \| \| \| \| \| \| \| \| \| \| \| \| \| \| \| \| \| \| \| \| \| \| \| \| \| \| \| \| \| \| \| \| \| \| \| \| \| \| \| \| \| \| \| \| \| \| \| \| \| \| \| \| \| \| \| \| \| \| \| 3. Теодора Комнина Кантакузин \| \| \| \| \| \| \| \| \| \| \| \| \| \| \| \| \| \| \| \| \| \| \| \| \| \| \| \| \| \| \| \| \| \| |                               |  |  |  |  |  |                           |  |  |  |
| |                               |  |  |  |  |  | 4. Василије Велики Комнин |  |  |  |
| |                               |  |  |  |  |  |                           |  |  |  |
| |                               |  |  |  |  |  |                           |  |  |  |
| |                               |  |  |  |  |  |                           |  |  |  |
| | 2. Алексије III Велики Комнин |  |  |  |  |  |                           |  |  |  |
| |                               |  |  |  |  |  |                           |  |  |  |
| |                               |  |  |  |  |  |                           |  |  |  |
| |                               |  |  |  |  |  |                           |  |  |  |
| | 5. Irene of Trebizond         |  |  |  |  |  |                           |  |  |  |
| |                               |  |  |  |  |  |                           |  |  |  |
| |                               |  |  |  |  |  |                           |  |  |  |
| |                               |  |  |  |  |  |                           |  |  |  |
| | 1. Манојло III Велики Комнин  |  |  |  |  |  |                           |  |  |  |
| |                               |  |  |  |  |  |                           |  |  |  |
| |                               |  |  |  |  |  |                           |  |  |  |
| |                               |  |  |  |  |  |                           |  |  |  |
| |                               |  |  |  |  |  |                           |  |  |  |
| |                               |  |  |  |  |  |                           |  |  |  |
| |                               |  |  |  |  |  |                           |  |  |  |
| |                               |  |  |  |  |  |                           |  |  |  |
| | 3. Теодора Комнина Кантакузин |  |  |  |  |  |                           |  |  |  |
| |                               |  |  |  |  |  |                           |  |  |  |
| |                               |  |  |  |  |  |                           |  |  |  |